# Somme de Kloosterman
Pour les articles homonymes, voir Kloosterman.
En mathématiques, une somme de Kloosterman est un cas particulier de somme exponentielle. Soient a, b, m des entiers naturels, avec m > 0. Alors
{\displaystyle K(a,b;m)=\sum _{0\leq x\leq m-1,\ \gcd(x,m)=1}{\rm {e}}^{{\frac {2\pi {\rm {i}}}{m}}(ax+bx^{*})}.}
Ici x* est l'inverse de x modulo m. Ces sommes portent le nom du mathématicien néerlandais Hendrik Kloosterman, qui les a introduites en 1926 afin d'étudier les représentations de nombres entiers comme valeurs de formes quadratiques définies positives diagonales en quatre variables. Le cas de cinq variables ou plus fut étudié par Kloosterman dans le cadre de sa thèse.

## Contexte
Les sommes de Kloosterman peuvent être vues comme des analogues sur l'anneau Z/nZ des fonctions de Bessel. Elles apparaissent, par exemple, dans le développement de Fourier des formes modulaires.
Elles ont des applications dans les estimations en moyenne de la fonction zêta de Riemann, le comptage de nombres premiers dans les petits intervalles, ou la théorie spectrale des formes automorphes.

## Propriétés des sommes de Kloosterman
- Lorsque a = 0 ou b = 0, la somme de Kloosterman devient une somme de Ramanujan.
- {\displaystyle K(a,b;m)} ne dépend que de la classe de résidu de a et b modulo m, et l'on a {\displaystyle K(a,b;m)=K(b,a;m)}. De plus, lorsque pgcd(c, m) = 1, alors{\displaystyle K(ac,b;m)=K(a,bc;m).}
- Lorsque m = m1m2 avec pgcd(m1, m2) = 1, alors pour tout choix de n1 et n2 tels que n1m1 ≡ 1 mod m2 et n2m2 ≡ 1 mod m1, on a{\displaystyle K(a,b;m)=K\left(n_{2}a,n_{2}b;m_{1}\right)K\left(n_{1}a,n_{1}b;m_{2}\right).}Cela réduit le calcul des sommes de Kloosterman au cas où le module m est une puissance d'un nombre premier.
- La valeur de K(a, b; m) est toujours un nombre réel algébrique. C'est un élément du corps de nombres engendré par les racines de l'unité ζpα où pα|m.
- L'identité de Selberg :{\displaystyle K(a,b;m)=\sum _{d\mid {\rm {pgcd}}(a,b,m)}dK{\Big (}{\frac {ab}{d^{2}}},1;{\frac {m}{d}}{\Big )}}fut énoncée par Atle Selberg et démontrée pour la première fois par Kuznetsov en utilisant la théorie spectrale des formes modulaires. De nos jours, des preuves élémentaires sont connues[3].
- Lorsque p est un nombre premier impair, on ne connaît pas de formule simple pour K(a, b; p), et la conjecture de Sato-Tate suggère qu'il n'en existe pas.
- Lorsque  m = pk avec k > 1 et p un nombre premier impair, et lorsque pgcd(p, ab) = 1, alors{\displaystyle K(a,b;m)={\begin{cases}2\left({\frac {ab}{m}}\right){\sqrt {m}}{\text{ Re}}\left(\varepsilon _{m}{\rm {e}}^{\frac {4\pi {\rm {i}}ab}{m}}\right)&{\text{si }}\left({\tfrac {a}{p}}\right)=\left({\tfrac {b}{p}}\right)\\0&{\text{sinon}}\end{cases}}}où εm est défini par la formule :{\displaystyle \varepsilon _{m}={\begin{cases}1&{\text{si }}m\equiv 1\mod 4,\\{\rm {i}}&{\text{si }}m\equiv 3\mod 4.\end{cases}}}Cette formule fut découverte pour la première fois par Hans Salié (de)[4] et il en existe de nombreuses preuves simples dans la littérature[5].

## Estimation
Les sommes des Kloosterman interviennent dans l'expression des coefficients de Fourier de certaines formes modulaires. De ce fait, des majorations des sommes de Kloosterman impliquent des majorations des coefficients de Fourier de formes modulaires. La plus connue est due à André Weil et stipule :
{\displaystyle |K(a,b;m)|\leq \tau (m){\sqrt {{\rm {pgcd}}(a,b,m)}}{\sqrt {m}}.}
Ici τ(m) est le nombre de diviseurs de m. Grâce aux propriétés de multiplicativité des sommes de Kloosterman (l'identité de Selberg précitée), ainsi que l'estimation de Salié, cette estimation se déduit du cas où m=p est un nombre premier. Une technique fondamentale de Weil déduit l'estimation
{\displaystyle K(a,b;p)\leq 2{\sqrt {p}}}
lorsque ab ≠ 0 de ses résultats sur les fonctions zêtas locales. Le point de vue géométrique est que la somme est effectuée le long de l'hyperbole
XY = ab
et cette équation définit une courbe algébrique sur le corps fini à p éléments. Cette courbe a un revêtement d'Artin-Schreier ramifié C, et Weil a montré que la fonction zêta locale de C est une fraction rationnelle. C'est la théorie des fonctions L d'Artin pour le cas des corps globaux qui sont des corps de fonctions. Weil donna en référence pour cette idée un papier de Johannes Weissinger (de) datant de 1938, et un peu plus tard, un papier de Helmut Hasse datant de 1935. Les parties non polaires de la fonction zêta en question sont de la forme 1  − Kt, où K est une somme de Kloosterman. La majoration ci-dessus découle donc de son hypothèse de Riemann pour les courbes sur un corps fini, que Weil démontra en 1940.
Cette technique permet de montrer de façon plus générale que des sommes exponentielles paramétrées par des variétés algébriques vérifient de bonnes majorations, découlant des conjectures de Weil en dimension supérieure à 1. Cela est lié aux travaux de Pierre Deligne, Gérard Laumon et Nicholas Katz.

## Formule des traces de Kuznietsov
La formule de Kuznietsov ou formule des traces relative exprime un lien profond entre les sommes de Kloosterman et la théorie spectrale des formes automorphes. Cela peut être exprimé comme suit. Soit g : R+→C une fonction dont le support est compact et ne contient pas 0, et r un réel positif. Sous certains conditions relativement générales, il existe des identités du type :
{\displaystyle \sum _{c\equiv 0\mod N}c^{-r}K(m,n,c)g\left({\frac {4\pi {\sqrt {mn}}}{c}}\right)={\text{transformée intégrale}}\ +\ {\text{partie spectrale}}.}
La transformée intégrale est l'image de g par un certain opérateur intégral, et la partie spectrale est une somme de coefficients de Fourier, pris sur des espaces de formes modulaires holomorphes et non holomorphes, et pondérés par d'autres transformées intégrales de g. La formule des traces relative de Kuznietsov fut découverte par N. V. Kuznetsov dans le cadre de l'étude du comportement asymptotique des coefficients de Fourier des fonctions automorphes de poids nul. En utilisant des estimations sur les sommes de Kloosterman, il put en déduire des majorations de coefficients de Fourier de formes modulaires dans des situations où la preuve de Deligne des conjectures de Weil ne s'applique pas.
Cette formule fut plus tard traduite par Hervé Jacquet dans le cadre de la théorie des représentations. Soit G un groupe réductif sur un corps de nombres F et H un sous-groupe de G. Alors que la formule des traces de Selberg concerne l'analyse harmonique sur G, la formule des traces relative est un outil permettant d'aborder l'analyse harmonique sur l'espace symétrique G/H.

## Histoire
Plus d'informations sur l'estimation de Weil peut être trouvée dans l'ouvrage de W. M. Schmidt. Les idées sous-jacentes y sont dues à Sergey Stepanov et sont inspirées du travail de Axel Thue en approximation diophantienne.
Il y a de nombreux liens entre les sommes de Kloosterman et les formes modulaires. Ces sommes sont apparues pour la première fois dans un papier de 1911 de Henri Poincaré sur les formes modulaires.
Kuznietsov découvrit en 1979 la formule qui porte à présent son nom, qui met en évidence un lien avec les formes modulaires non holomorphes, et qui sont susceptibles de fournir des majorations en moyenne de meilleures qualité qu'une application triviale de la majoration de Weil. À sa suite, il vient de nombreux développements par Iwaniec et Deshouillers dans un papier phare datant de 1982. Il en découle de nombreuses applications en théorie analytique des nombres.
Plus d'informations sur ce sujet peuvent être trouvées dans des ouvrages de R. C. Baker (en) et Iwaniec-Kowalski (de).